# パタゴティタン
パタゴティタン（Patagotitan）は、アルゼンチン・パタゴニア・チュブ州のセロバルチーノ累層で見つかったティタノサウルス類の竜脚類の属である。 パタゴティタン・マヨルム（Patagotitan mayorum）一種のみで知られる。2014年に初めに報告され、2017年にホセ・カルバリードらによって公式に記載された。

## 概要

### サイズ

P.mayorum のヒトとのサイズ比較

パタゴティタン・マヨルムは全長約37ｍ、体重69.1tと推定される。初期推定値では全長40m、体重77ｔと見積もられていた。いくつかの研究では、最も重いティタノサウルス類であるアルゼンチノサウルス（73～96.4ｔ）の次に重いものとされており、地球史上最も大きな陸棲動物の一つである。
記載者は次のように述べている。

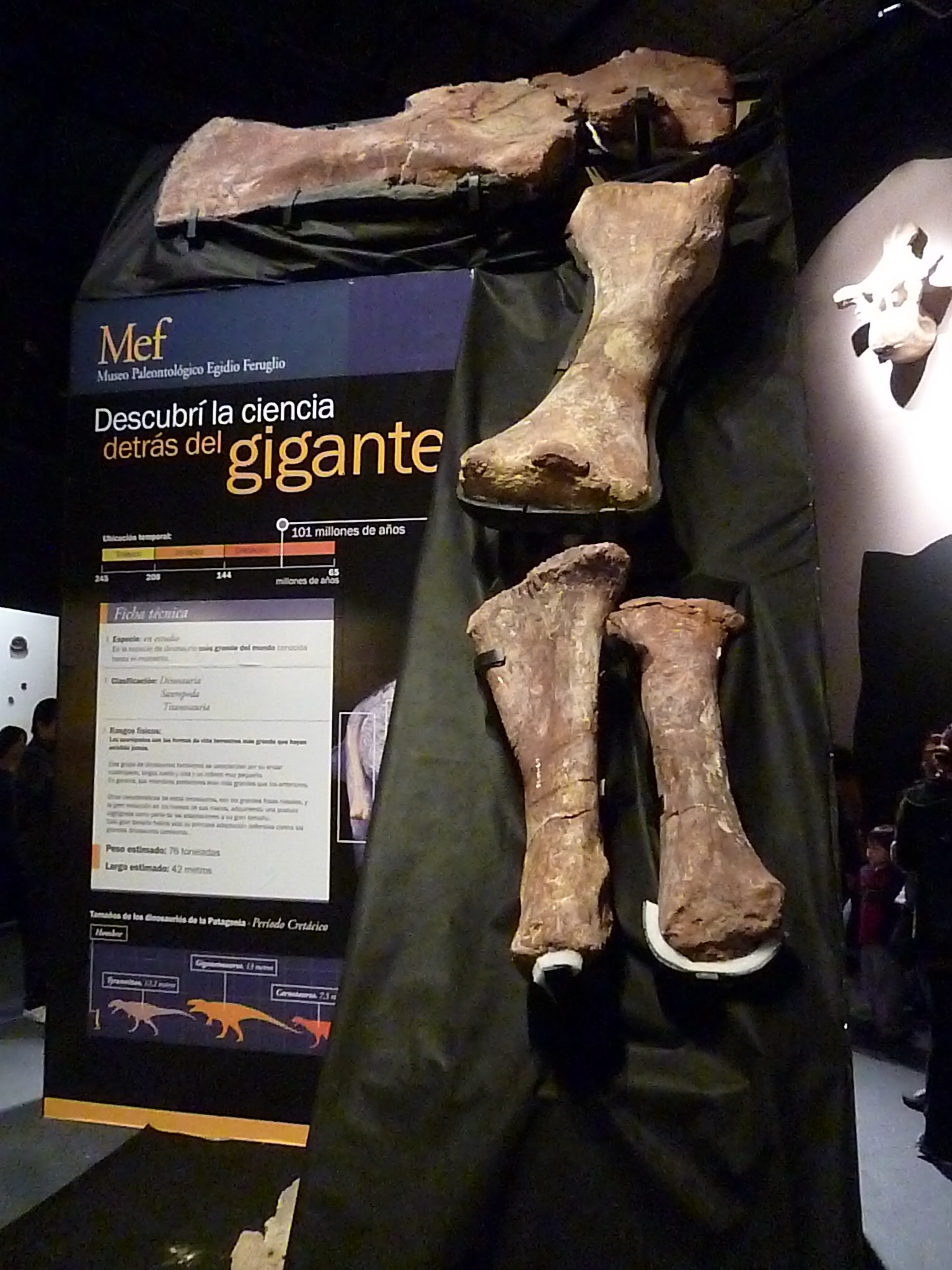
前肢

「以前に知られていた巨大動物を上回る骨の大きさからすると、この新種の恐竜は知られている中で最大の陸棲動物である。」
しかし Brian Switek は正確な大きさを計算するのは時期尚早であると指摘した 。彼は、恐らく33.5m、45.4tほどだったと見積もっている。

### 固有形質
記載者はパタゴティタンに固有の9つの形質を見出した。最初の3つの胴椎が骨端盤前方接合突起(lamina prezygodiapophysealis)を有する、前方の関節突起と側方の突起との間を走る隆起は、前者の突起が後者の突起よりもかなり高い位置にあるため、垂直である。最初の2つの胴椎において神経棘の側面から下に走っている稜線が下側に膨らんでいる。下楔状突起と次関節腔の複合型の二次関節突起は、第3および第4の脊椎骨の間の関節運動に限定される。中部および後部の胴椎は、垂直の神経突起を有する。第1の尾椎において、中心または主椎体は、前部に平坦な関節接合面を有し、後部に凸面を有する。前部尾椎は、横幅が前方から後方までの長さの4〜6倍大きい神経突起を有する。前部尾椎は、いくつかの分岐を示す神経突起を有する。上腕骨は、後方外側に明瞭な膨らみをもつ。下腿骨は外側に真っ直ぐな縁を有する。

## 発見

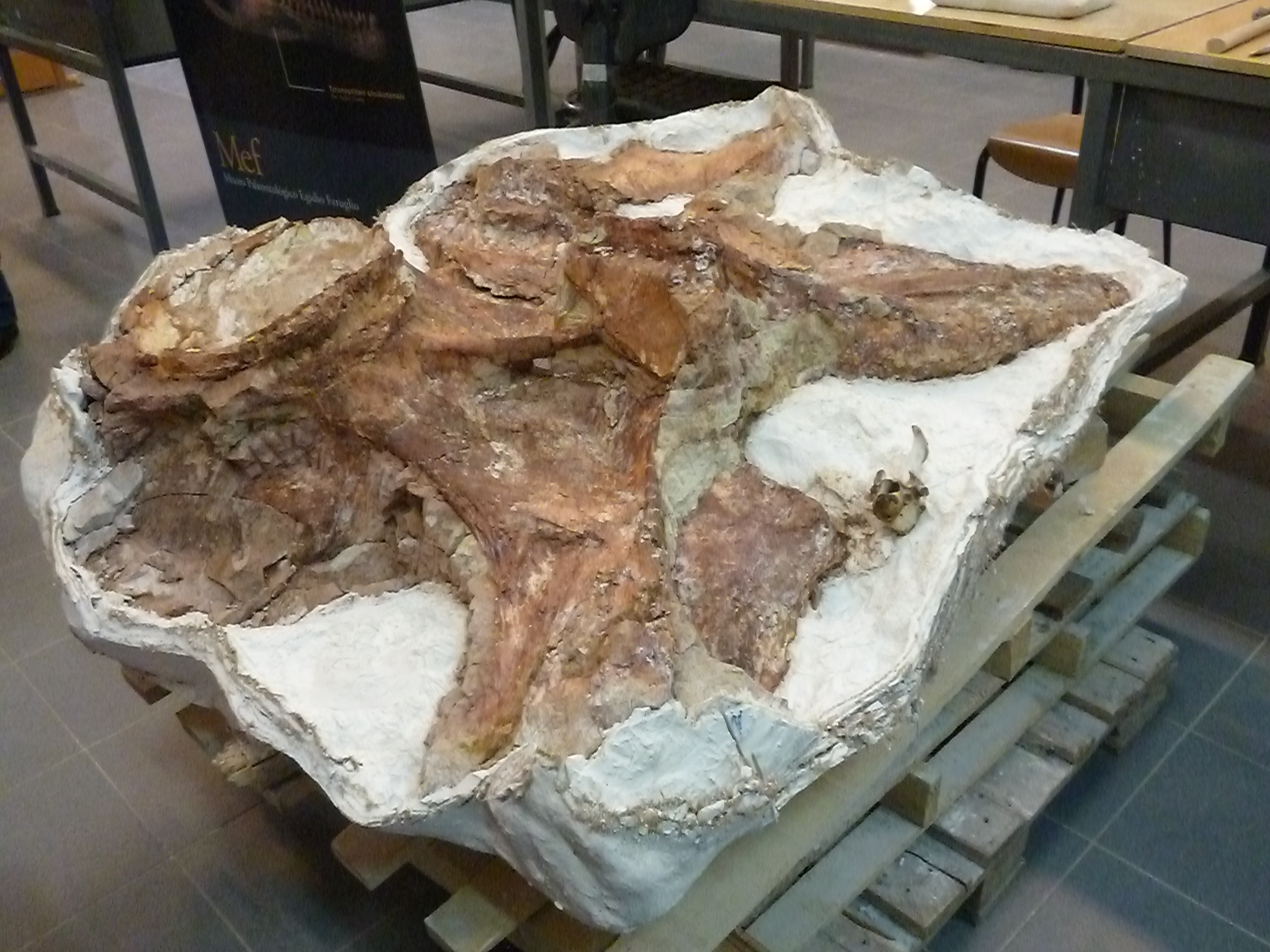
脊椎

パタゴティタンの下腿骨の化石は2008年に農家のアウレリオ・ヘルナンデスにより発見された。場所はトレレウの西250kmのラ・フレチャ近郊の砂漠であった。発掘はエジディオ・フェルディオ古生物学博物館の古生物学者たちによって行われた。少なくとも6個体分の部分骨格を構成する150点の骨が採取され、「特筆すべき保存状態」と記載された。2017年にパタゴティタンは既知のティタノサウルス類で最も完全なものの一つとして記載された。
模式種パタゴティタン・マヨルム Patagotitan mayorum は、カルバリードらによって命名された。属名はパタゴニアとギリシャ神話のティターン（ティタノサウルス類であることとその巨大さに因む）の組み合わせである。種小名はラ・フレチャ放牧場の所有者であるマジョ（Mayo）家への献名だ。

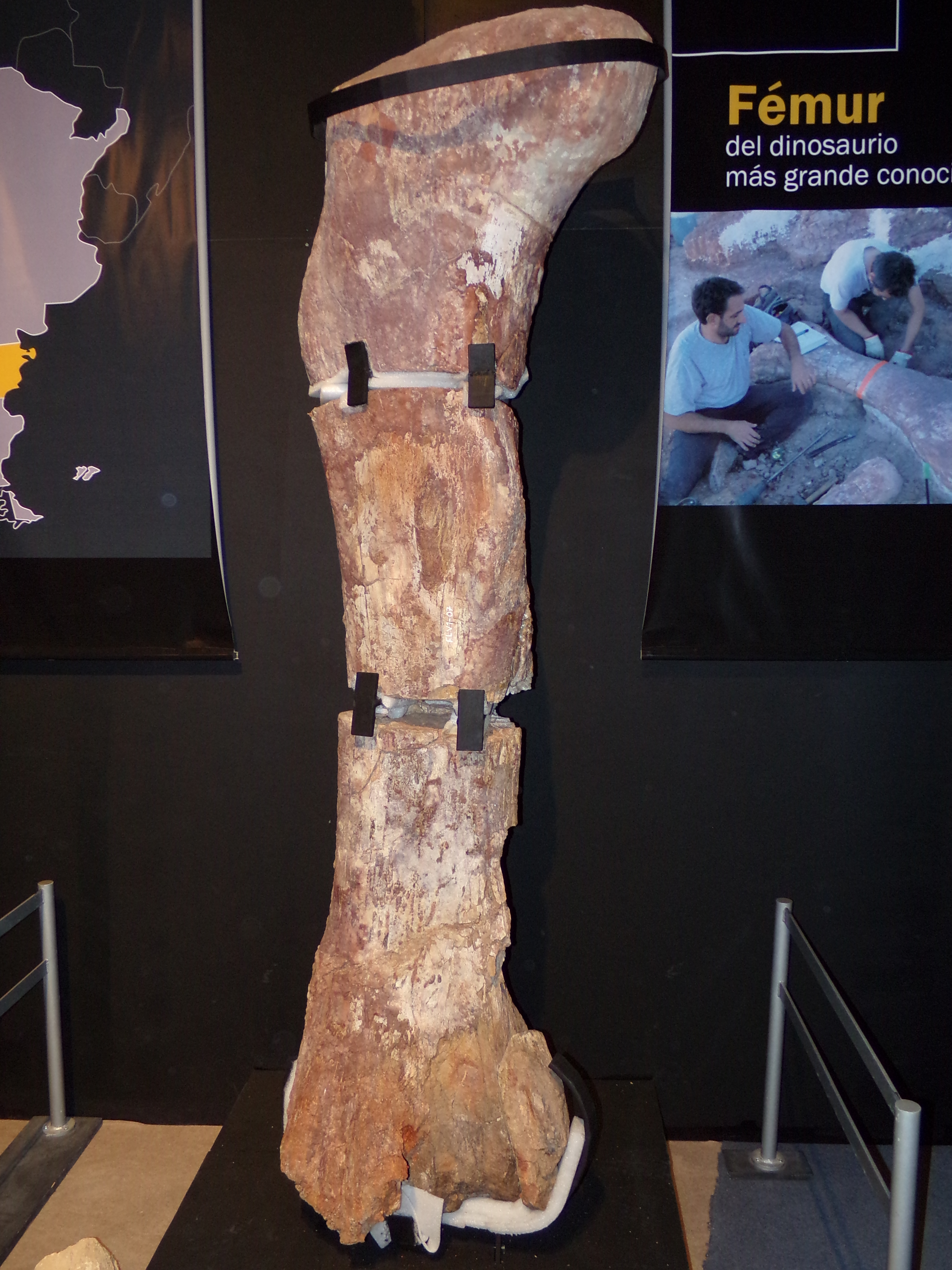
大腿骨

ホロタイプ、 MPEF-PV 3400 はアルビアン後期の地層から発見された。ホロタイプは頭骨を欠く部分骨格である。それは3つの頸椎、6つの手前側の尾椎、3つの仙椎、肋骨、両方の胸骨、右の肩甲骨の関節丘、両方の恥骨、そして大腿骨と脛骨である。その標本がホロタイプに選ばれたのは、他のパラタイプとされた標本と比べ、より多くの固有形質が確認できた為である。MPEF-PV 3399 は第二の骨格で、6つの頸椎、4つの胴椎、1つの前方の尾椎、16の後方の尾椎、骨盤、左の尺骨、両方の坐骨、左の恥骨、そして左の脛骨である。 MPEF-PV 3372 は一本の歯である。MPEF-PV 3393 は後方の尾椎である。MPEF-PV 3395は左大腿骨で、MPEF-PV 3396も同様で右大腿骨であるMPEF-PV 3397 の対となる。MPEF-PV 3375 と MPEF-PV 3394 も対でそれぞれ左および右の大腿骨である。MPEF-PV 3391 と MPEF-PV3392 は2つの腓骨である。
発見された動物たちは、単一の採石場で発掘されたものの、同時に死んだわけではない。化石を保存していた厚さ343センチメートルの底質内には、若い成体たちが3度の洪水によって死亡した事を示す3つの「線」が存在する。水は死体をそれ以上流さず、砂岩と泥岩で覆った。個体はほぼ同じ大きさで、全長の差は5％以下であった。確認可能な限りでは、発見されたすべての骨は同じ種に属し、従って単一種集団の一部であると思われる。

## 系統発生
パタゴティタンは2017年にエウティタノサウリアに分類された。より細かくは、アルゼンティノサウルスの姉妹群であるロンコサウリアに近縁とされている。 ティタノサウルス類のいくつかのサブクレードは、独自に巨大化したものと思われる。そのようなイベントの1つは、ノトコロッスス + ロンコサウリアのクレードの基盤で行われ、最大で20tから60tと3倍の体重になった。